# Lloyd Sabaudo
Lloyd Sabaudo è stata una società di navigazione italiana.

## Storia
Venne costituita a Torino nel 1906. La compagnia dopo avere avviato un servizio  Genova - Napoli - Palermo - New York, nel 1907 avviò un servizio passeggeri tra Genova e Buenos Aires.
Nel 1912 la sede venne trasferita da Torino a Genova e nel 1913 venne costituita una filiale, "Marittima Italiana" per gestire i servizi verso il Vicino Oriente, il Mar Rosso, l'Africa orientale, l'India e l'Estremo Oriente. Nel 1919 venne avviato un nuovo servizio di collegamento dal Mar Nero e dal Mediterraneo orientale per New York che venne presto abbandonato per l'intensa concorrenza da parte di altre compagnie.
Nel 1932 la società fondendosi con la Cosulich Società Triestina di Navigazione e con Navigazione Generale Italiana, diede vita a Italia Flotte Riunite.
Dopo l'esito positivo per le società armatrici italiane della Mediterranean Conference di Firenze del 1906, alcuni investitori di spicco decisero di entrare nel traffico passeggeri verso le Americhe. La società di navigazione più importante nata in seguito a questo accordo fu il Lloyd Sabaudo, fondato proprio nel 1906 con sede legale a Torino e porto di armamento a Genova dove si trovavano gli uffici operativi della compagnia. La nascita di questa società creò non pochi malumori nel ceto armatoriale ligure e, in particolar modo alla NGI che comprese subito che la nuova società le avrebbe fatto una spietata concorrenza.
Il Lloyd Sabaudo era finanziato dal ramo d'Aosta della famiglia Savoia e pertanto la NGI comprese che le sue politiche di concorrenza aggressiva nei confronti delle compagnie rivali rese possibili, grazie ai suoi appoggi presso il governo centrale di Roma, non avrebbero potuto essere messe in atto contro il Lloyd Sabaudo.
Dopo un iniziale periodo di crisi dovuto dapprima all'indebitamento necessario per la creazione di una flotta ex novo e successivamente, a causa della Grande guerra, il Lloyd Sabaudo negli anni Venti crebbe rapidamente fino ad assorbire il gruppo Cosulich di Trieste, proprietario del cantiere navale di Monfalcone. La Cosulich controllava inoltre il Lloyd Triestino, i cantieri San Marco e San Rocco di Trieste e la celebre Fabbrica Macchine Sant'Andrea la quale fin dalla metà dell'Ottocento, fu una formidabile costruttrice di apparati di propulsione navale nel capoluogo giuliano.
Il 21 giugno 1906 Alessandro Cerruti ed Eduardo Canali sottoscrissero presso lo studio di un notaio torinese il rogito che sanciva ufficialmente la nascita del Lloyd Sabaudo; entrambi erano personalità di spicco del mondo imprenditoriale genovese, il primo in campo marittimo e il secondo in quello assicurativo. Cerruti in particolare era agente marittimo e noleggiatore di porta-emigranti, tanto che nel 1904 aveva rilevato l'omonima agenzia fondata nel 1860 dall'imprenditore genovese Gio Batta Gastaldi. L'opportunità di fondare la compagnia nacque dalla riduzione di quote di emigranti italiani concesse ad armatori stranieri: la società inglese Prince Line aveva in costruzione due piroscafi presso il cantiere Sir James Laing & Sons di Glasgow, il Piedmontese Prince e il gemello Sardinian Prince, quando decise, in seguito agli esiti della Mediterranean Conference del 1906, di ritirarsi dalla linea Genova-New York. Alessandro Cerruti era l'agente italiano della Prince Line e di conseguenza, assieme all'amico Eduardo Canali, decise di intraprendere il grande passo e diventare egli stesso armatore. L'ordine originale per le due navi al cantiere scozzese venne integrato con un terzo gemello: Re d'Italia, Regina d'Italia e Principe di Piemonte sarebbero così divenuti i primi transatlantici del Lloyd Sabaudo sulla rotta del Nord America. Il 7 aprile 1907 il Re d'Italia salpò da Genova per il primo viaggio della nuova società verso New York. In contemporanea il Lloyd Sabaudo ordinò ad un altro cantiere scozzese, Barclay, Curle & C., due piroscafi destinati alla rotta espressa del Sud America per i quali vennero scelti i nomi di Principe di Udine e Duca di Genova. Quest'ultima nave può darci un'idea dell'immediata e acerrima concorrenza da parte della NGI la quale, venuta a sapere della scelta del nome annunciò che il suo piroscafo in costruzione nei Cantieri Navali Riuniti di La Spezia e il quale si sarebbe dovuto varare con il nome di Roma aveva ufficialmente assunto quello di Duca di Genova. Pur non senza polemiche il Lloyd Sabaudo modificò a sua volta il nome del suo prossimo piroscafo in Tomaso di Savoia. Ovviamente le navi destinate al Nord America (la cosiddetta classe reale) avevano soprattutto spazi in cameroni per emigranti (quasi 2000) e un numero molto esiguo di passeggeri in cabina, circa una sessantina. Il Tomaso di Savoia e il gemello Principe di Udine avevano invece un cassero centrale che disponeva di alloggi di lusso per un centinaio di ospiti e, a poppa, una zona di seconda classe molto confortevole per un altro centinaio di passeggeri in cabina. Ovviamente così tanti investimenti per la realizzazione di una flotta di ben sei nuovi piroscafi in soli due anni portò il Lloyd Sabaudo a gravi indebitamenti: nell'aprile del 1913, subito dopo la presentazione agli azionisti dell'ennesimo bilancio in rosso (di un milione e centomila lire) l'intero consiglio di amministrazione si trovò nella bufera e fu costretto a dimettersi. Un nuovo consiglio direttivo dei principali azionisti decise, come alternativa al fallimento certo, di tentare un'ultima carta per risanare la società affidando l'incarico all'allora quarantenne marchese Renzo Durand De La Penne (padre del noto ammiraglio Luigi, medaglia d'oro della seconda guerra mondiale). Il brillante manager, già comandante del Lloyd Italiano, intraprese una strategia che si sarebbe rivelata vincente. Aveva conosciuto a bordo del Principessa Mafalda Guglielmo Marconi, con il quale avrebbe stretto amicizia; grazie a lui, che fu nominato presidente onorario del Lloyd Sabaudo, venne introdotto nel potente mondo dello shipping britannico e, proprio grazie all'intermediazione del celebre scienziato italiano, fece entrare nel capitale sociale del Lloyd Sabaudo il ricco imprenditore scozzese Sir William Beardmore, proprietario dell'omonimo colosso industriale di Dalmuir, in Scozia, dove venivano costruite grandi navi, locomotive e addirittura aerei e dirigibili.
Grazie a questa formidabile mossa (che oltretutto riavvicinò all'Italia Guglielmo Marconi) venne immediatamente dato il via alla costruzione presso Dalmuir del primo grande transatlantico Conte Rosso, in modo da tener testa ai programmi di nuove costruzioni annunciati da NGI e Transatlantica Italiana. Mentre l'ammiraglia del Lloyd Sabaudo era in costruzione sullo scalo scozzese scoppiò la prima guerra mondiale, ma con un'altra abile mossa il Lloyd Sabaudo riuscì a vendere lo scafo quasi ultimato all'Ammiragliato britannico: il Conte Rosso sarebbe diventato la prima portaerei della storia con il nome di HMS Argus.
Terminate le ostilità venne costruito un nuovo Conte Rosso (1922) al quale, seguì l'anno seguente il gemello Conte Verde e nel 1925 una versione migliorata e ingrandita dei medesimi, il Conte Biancamano, parte del quale è oggi conservato al museo della Scienza e della Tecnologia Leonardo Da Vinci di Milano.